# Malans SG
| SG ist das Kürzel für den Kanton St. Gallen in der Schweiz. Es wird verwendet, um Verwechslungen mit anderen Einträgen des Namens Malans zu vermeiden. |

Malans ist eine Ortschaft in der politischen Gemeinde Wartau im Wahlkreis Werdenberg im Kanton St. Gallen in der Schweiz. Malans liegt auf einer Hangterrasse der dem Rheintal zugewandten Bergflanke des Alviers und der Gauschla. Etwas oberhalb von Malans liegt Oberschan.
Malans stand im Mittelalter unter der Herrschaft des Bischofs von Chur, der sie im 13. Jahrhundert seinen Ministerialen zu Lehen gab. Ab 1517 beanspruchten die Eidgenossen als Herren der Landvogtei Sargans die Hoheit über Malans. Kirchlich gehörte Malans zur Pfarrei Gretschins.
In Malans bestand eine Kapelle, von der sich nur durch der Glockenturm erhalten hat. Um 1900 zählte Malans 189 Einwohner, die vor allem von Landwirtschaft und Holzhandel lebten. Einen willkommenen Nebenverdienst bot damals die Stickerei als Heimindustrie. In den letzten Jahrzehnten ging die Zahl der Landwirtschaftsbetriebe weiter zurück und es entstanden einige Einfamilienhäuser.
Malans liegt an der Strasse Oberschan–Azmoos. Im öffentlichen Verkehr wird der Ort vom Bus Sarganserland Werdenberg erschlossen.

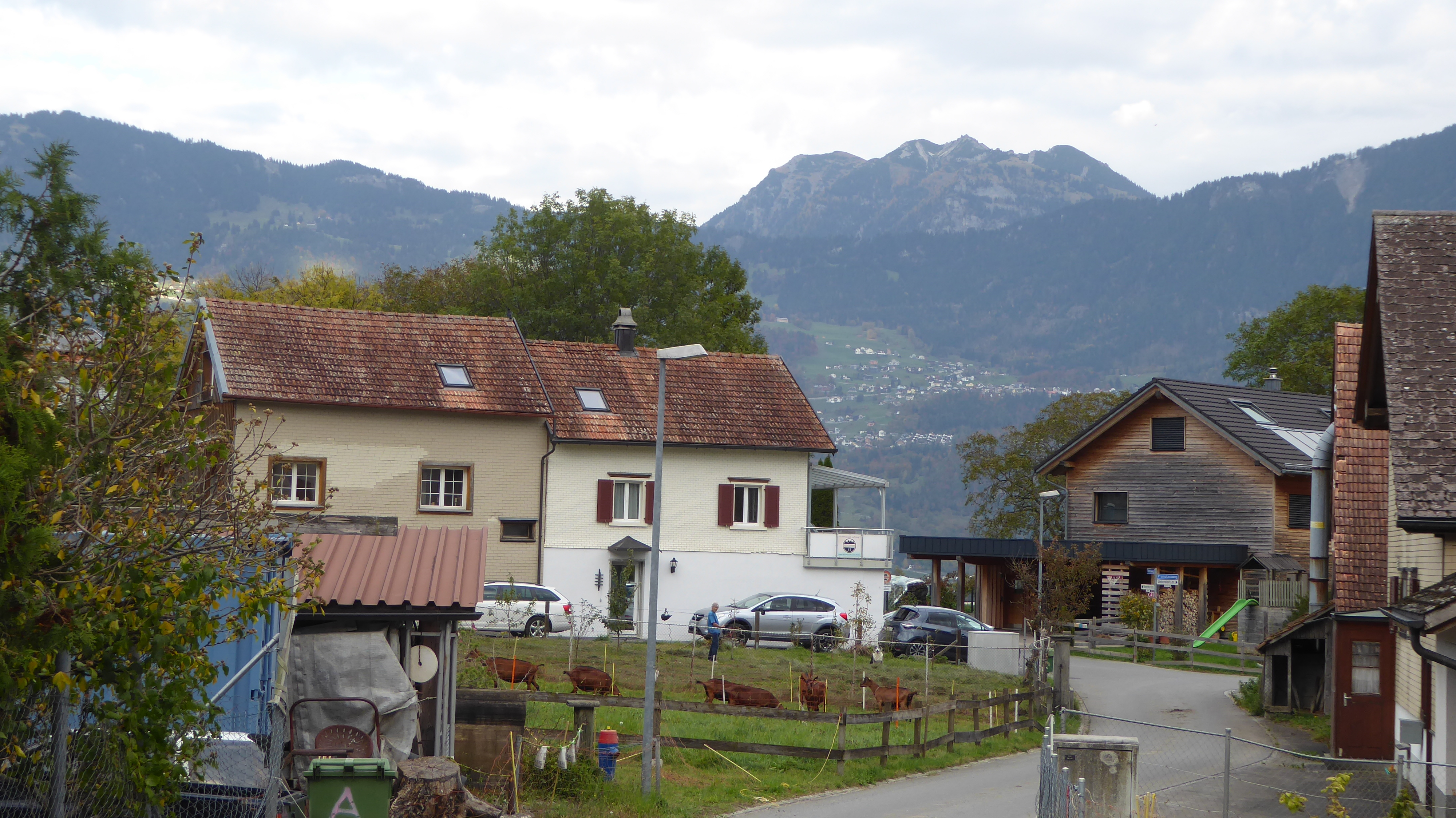
Malans, im Hintergrund Liechtenstein mit Triesenberg
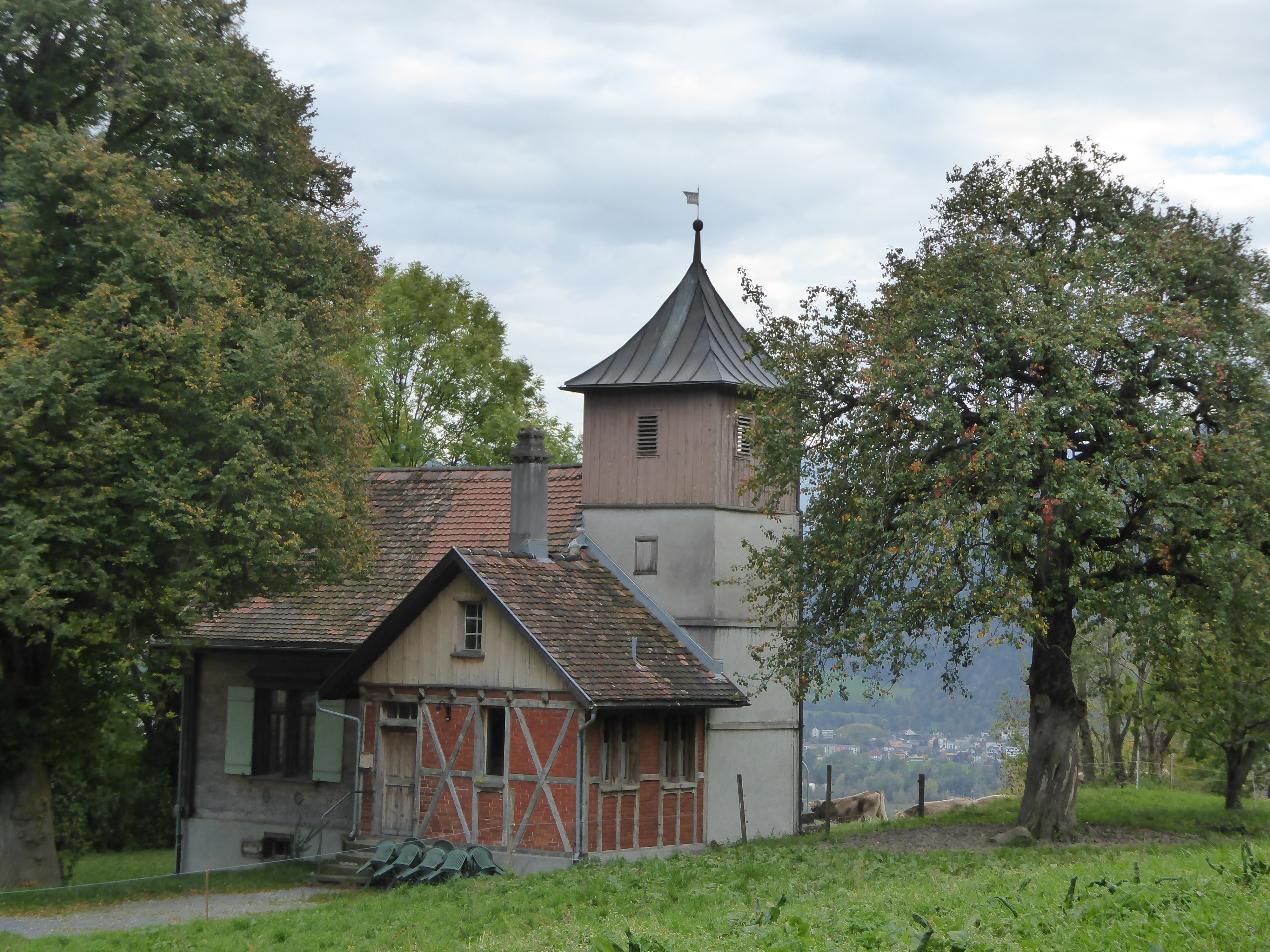
Glockentum